# 후지나가 다케시
후지나가 다케시(일본어: 藤永 壯, 1959년~)는 일본의 역사가이다. 주 분야는 한국 근현대사이며, 현재 오사카 산업대학 교수를 맡고 있다.

## 저서
- 《한국의 민중가요》(韓国の民衆歌謡, 1988, 공저)
- 《일본의 식민지배》(日本の植民地支配, 2001, 공저)
- 《나눔의 집 역사관 핸드북》(ナヌムの家歴史館ハンドブック, 2002, 공저)
- 《동아시아의 냉전과 국가 테러리즘》(東アジアの冷戦と国家テロリズム, 2004, 공저)
- 《전쟁·폭력과 여성3 식민지와 전쟁 책임》(戦争・暴力と女性3　植民地と戦争責任, 2005, 공저)
- 《이와나미 강좌 아시아·태평양 전쟁4 제국의 전쟁 경험》(岩波講座アジア・太平洋戦争4 帝国の戦争経験, 2006, 공저)